# الکسا (خواننده)
الکساندرا کریستین اشنایدرمن (انگلیسی: Alexaundra Christine Schneiderman؛ زادهٔ ۹ دسامبر ۱۹۹۶) که به‌طور حرفه‌ای با نام الکسا (انگلیسی: AleXa) و سابقاً با نام الکس کریستین (انگلیسی: Alex Christine) شناخته می‌شود، خواننده آمریکایی ساکن کره جنوبی است. پس از شرکت در فصل دوم برنامه رقابتی رایزینگ لجندز، الکسا در سال ۲۰۱۶ با کمپانی زی‌بی قرارداد امضا کرد و برای دو سال و نیم کارآموز آنجا بود. در طی این زمان، او در برنامه رقابتی شبکه ام‌نت به نام پرودوس ۴۸ شرکت کرد. الکسا در اکتبر ۲۰۱۹ به عنوان خواننده کی-پاپ فعالیت خود را آغاز کرد.

## اوایل زندگی
الکسا با نام تولد الکساندرا کریستین اشنایدرمن زادهٔ ۹ دسامبر ۱۹۹۶ در تالسا، اکلاهما، ایالات متحده آمریکا است و از پدر آمریکایی روس‌تبار و مادر اهل کره جنوبی به دنیا آمد. مادر الکسا در سن پنج سالگی توسط والدین آمریکایی خود در یک یتیم‌خانه در گویانگ، استان گیونگ‌گی، کره جنوبی، جاییکه آخرین بار برادرش را دید، به فرزندی پذیرفته شد.

## ترانه‌شناسی

### آلبوم‌های چندآهنگه
| عنوان                                                               | جزئیات | بهترین موقعیت جدول | فروش               |
| عنوان                                                               | جزئیات | کره جنوبی          | فروش               |
| ------------------------------------------------------------------- | --- | ------------------ | ------------------ |
| انجام بده یا بمیر                                                   | - انتشار: ۱ آوریل ۲۰۲۰ - ناشر: زی‌بی لیبل، دریموس - فرمت: سی‌دی، دانلود دیجیتال، استریم فهرست قطعات 1. «A.I Tropper» 2. «Do or Die» 3. «Kitty Run» 4. «Bomb» (ورژن کره‌ای) 5. «Bomb» (ریمیکس ئی‌دی‌ام) 6. «Do or Die» (بی‌کلام) 7. «Bomb» (بی‌کلام) 8. «A.I Tropper» (بی‌کلام)                                      | —                  | —                  |
| ناهمدوسی                                                            | - انتشار: ۲۱ اکتبر ۲۰۲۰ - ناشر: زی‌بی لیبل، وارنر میوزیک کره - فرمت: سی‌دی، دانلود دیجیتال، استریم فهرست قطعات 1. «Villain» 2. «Burn Out» 3. «Revolution» 4. «Moon and Back» 5. «Revolution» (ورژن انگلیسی) 6. «Revolution» (بی‌کلام) 7. «Villain» (بی‌کلام) 8. «Allegory of the Cave» (동굴의 비유) (فقط سی‌دی) | ۶۷                 | - کره جنوبی: ۱٬۸۰۱ |
| Girls Gone Vogue                                                    | - انتشار: ۱۱ نوامبر ۲۰۲۲ - ناشر: زی‌بی لیبل، وارنر میوزیک کره - فرمت: سی‌دی، دانلود دیجیتال، استریم فهرست قطعات 1. «Star» (با همکاری مونبیول از مامامو) 2. «Back in Vogue» 3. «Endorphine» 4. «Black Out» 5. «Please Try Again» 6. «Back in Vogue» (بی‌کلام)                                                   | ۵۴                 | - کره جنوبی: ۳٬۲۷۲ |
| «—» بیانگر انتشاری است که در قلمروی آن جدول نبوده یا منتشر نشده‌است. | |                    |                    |